# Punta de les Rovires
La Punta de les Rovires és una muntanya de 652 metres que es troba al municipi de Vandellòs i l'Hospitalet de l'Infant, a la comarca catalana del Baix Camp.